# Tacuarembó (departament)
Tacuarembó – urugwajski departament położony w środkowo-północnej części kraju. Graniczy z następującymi departamentami: na zachodzie z Río Negro, Paysandú, Salto, na północy z Rivera, na wschodzie z kolei z Cerro Largo, a na południu z Durazno.
Ośrodkiem administracyjnym oraz największym miastem tego powstałego w 1837 r. departamentu jest Tacuarembó.
Powierzchnia departamentu wynosi 15 438 km², dając mu pod tym względem pierwsze miejsce w kraju.
W 2004 r. Tacuarembó zamieszkiwało 90 489 osób, co dawało gęstość zaludnienia 5,9 mieszk./km².